# 1412 en musique classique
| \| • Retour à la chronologie générale de la musique classique • \| |
| Grèce • Rome • Haut Moyen Âge • VIIIe siècle • IXe siècle • Xe siècle • XIe siècle XIIe siècle • XIIIe siècle • XIVe siècle • XVe siècle • XVIe siècle • XVIIe siècle XVIIIe siècle • XIXe siècle • XXe siècle • XXIe siècle |
| • Retour à la chronologie générale de la musique classique • |

| Années en musique classique : 1409 - 1410 - 1411 - 1412 - 1413 - 1414 - 1415    |
| Décennies en musique classique : 1380 - 1390 - 1400 - 1410 - 1420 - 1430 - 1440 |

Cet article présente les faits marquants de l'année 1412 en musique classique.

## Événements
- Thomas Fabri devient maître de chœur de l'église Saint-Donatien de Bruges.

## Décès
Entre le 10 juin et le 12 juillet :
- Johannes Ciconia (° vers 1330), compositeur franco-flamand.